# Костолевський Ігор Матвійович
Ігор Матвійович Костолевський (рос. И́горь Матве́евич Костоле́вский; * 10 вересня 1948, Москва, Російська РФСР) — радянський і російський актор театру і кіно, заслужений артист РРФСР, народний артист Російської Федерації (1995), лауреат Державної премії Росії, президент російської національної театральної премії «Золота маска».

## Фільмографія
- 1970 — «Сім'я як сім'я» —  студент МАІ
- 1970 — «У Москві проїздом…» —  сержант
- 1972 — «А зорі тут тихі» —  Миша, знайомий Соні Гурвич
- 1975 — «Зірка привабливого щастя» —  Іван Анненков, декабрист, кавалергард
- 1975 — «Повторний шлюб» —  Вася
- 1976 — «Весняний призов» —  Алік Полухін
- 1976 — «Степанова пам'ятка» —  Василь Савович Турчанинов
- 1977 — «Ася» —  Гагин
- 1977 — «І це все про нього» —  Євген Столєтов
- 1978 — «Безіменна зірка» —  Марін Мірою, учитель
- 1979 — «Гараж» —  син Милосердова
- 1979 — «Людина змінює шкіру» —  Кларк
- 1980 — «Тегеран-43» —  Андрій Бородін, розвідник
- 1981 — «І з вами знову я …» —  Дантес
- 1981 — «Помилка Тоні Вендіса» —  Тоні Вендіс
- 1981 — «Відпустка за свій кошт» —  Юра
- 1981 — «Казка, розказана вночі» —  студент
- 1982 — «Ніхто не замінить тебе» —  Олексій Голенищев
- 1983 — «Компаньйони» (к / м) —  Рей
- 1984 — «Перш, ніж розлучитися» —  Юрій Олександрович
- 1985 — «Законний шлюб» —  Ігор Волошин
- 1986 — «Нічні шепоти» —  Александрас
- 1986 — «По головній вулиці з оркестром» —  Ігор
- 1986 — «Пробач» —  Кирило
- 1987 — «Гобсек» —  Максим де Трай
- 1987 — «Ризик» —  текст за кадром
- 1988 — «Блазень» —  вчитель
- 1989 — «Вхід до лабіринту» («Мережі рекету» кіноваріант) —  Муромцев
- 1990 — «Вічний чоловік» —  Вельчанінов
- 1991 — «Жага пристрасті» —  інспектор
- 1992 — «Сходи світла» —  Миша
- 1993 — «Сніданок з видом на Ельбрус» —  Павло
- 1993 — «Кодекс безчестя» —  Ребров
- 1993 — «Танго на Палацовій площі» —  Олександр
- 1994 — «Німб»
- 1995 — «Квадрат» —  Андрій
- 1996 — «Гра уяви» —  Павло Антошин
- 1998 — «Самозванці» —  Бєльський
- 1998 — «Зал очікування» —  банкір Зімін
- 2001 — «Російська красуня» —  Володимир Сергійович
- 2003 — «Інша жінка, інший чоловік…» —  Ілля
- 2004 — «Садиба» —  Аркадій Бімов
- 2004 — 2008 — «Шпигунські ігри» —  Сергій Матвєєв, полковник ГРУ
- 2006 — «Старі справи» —  Мазаєв
- 2007 — «Війна і мир» —  цар Олександр I
- 2008 — «Час щастя» —  лікар-гінеколог Олександр Миколайович Білецький
- 2008 — «Сині, як море, очі» —  Коста
- 2010 — «Хімік» —  генерал Ігор Сергійович, начальник Управління ФСБ
- 2010 — «У лісах і на горах» —  купець Макар Тихонович Масленников
- 2010 — «Вежа» —  професор Генріх Оскарович Бергер
- 2010 — «Індус» —  Юрій Григорович Гальперін
- 2011 — «Час щастя 2» —  лікар-гінеколог Олександр Миколайович Білецький
- 2014 — «Біси» —  Степан Трохимович Верховинський
- 2016 — «Злочин» —  Віталій Семенович Рибаков, великий столичний чиновник
- 2020 — Тріґґер — Олександр Андрійович Стрілецький психолог-психотерапевт, батько Артема